# Глизе 581 b

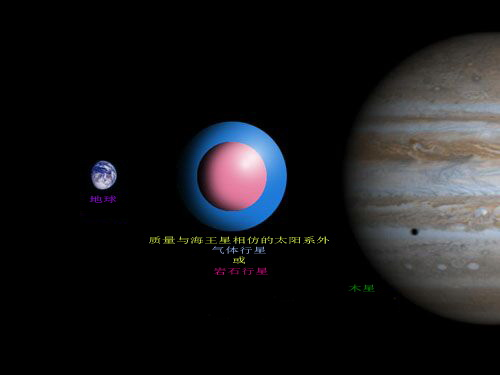
«Горячий (внесолнечный) нептун» в сравнении с Юпитером (справа) и Землёй (слева).

Глизе 581 b или Gl 581 b — экзопланета, обращающаяся вокруг звезды Глизе 581.

## Открытие
Планета была открыта командой французских и швейцарских астрономов, которые сообщили о своём открытии 20 ноября 2005 года, как об открытии одной из мельчайших экзопланет из когда-либо найденных, сделав заключение, что планеты могут встречаться намного чаще вокруг карликовых звёзд. Это была пятая планета из найденных вокруг красных карликов (после Глизе 876 и Глизе 436 b).
Эта планета была открыта с использованием HARPS оборудования, с помощью которых была найдена масса звёзд колеблющихся при вращении, что дало повод предположить о наличии у них планет.
Астрономы огласили свои результаты в письме к редакциям астрономических и астрофизических изданий и научному сообществу.

## Орбита и масса
Глизе 581 b как минимум в 16 раз больше Земли по массе и подобен по этому показателю Нептуну. Она не проходит на фоне звезды (транзита не наблюдалось), предполагается, что наклон её составляет менее 88,1 градусов. Динамическая модель системы Глизе 581 при условии, что орбиты четырёх планет компланарны (в одной плоскости), показывает, что система становится неустойчивой, если составляющие её массы превышают в 1,6 — 2 раза их минимальную массу. Это происходит прежде всего из-за близкого расположения между планетами b и e. Тогда для Глизе 581 b была установлена максимальная масса 30,4 масс Земли или на 77 % больше по массивности, чем Нептун.
Планета находится близко к звезде и полный оборот вокруг неё по орбите совершает всего лишь за 5,4 дня, расстояние от звезды до планеты составляет около 6 миллионов километров (0,041 а. е.). Для сравнения, Меркурий находится от Солнца на расстоянии в 58 млн километров (0,387 а. е.) и обращается вокруг Солнца за 88 дней.